# Hieron (Koroplast)
Hieron (altgriechisch Ἱέρων) war ein griechischer Koroplast, der um 50 v. Chr. in Myrina in Kleinasien tätig war.
Hieron ist von mehreren Signaturen auf Tonstatuetten der Göttin Aphrodite bekannt. Seine Signatur findet sich auch auf der Statuette einer Muse, einer Frau, einer Tänzerin, eines Schauspielers und einer Statuette mit Kindern.